# حالا کجا برویم؟
حالا کجا برویم؟ فیلمی کمدی/درام محصول مشترک لبنان، فرانسه، مصر، ایتالیا و برنده جایزه منتخب تماشاگران در جشنواره‌های سن سباستین، اسلو و تورنتو در سال ۲۰۱۱ به کارگردانی نادین لبکی بازیگر، نویسنده و کارگردان لبنانی است.

## داستان فیلم
در روستایی دورافتاده که اقوام و مذاهب مختلف دوشادوش یکدیگر زندگی می‌کنند، آتش اختلاف‌های فرقه‌ای برپا می‌شود و زنان روستا از هر دو طرف دست به یکی می‌کنند تا صلح برقرار شود. نادین لبکی، لیلا فواد، کلود مسوبا و آنتوانت النوفیلی در این فیلم ۱۱۰ دقیقه‌ای بازی کرده‌اند.